# Parque Internacional La Amistad
El Parc Internacional La Amistad (també anomenat per l'acrònim PILA), és un parc transfronterer, va ser creat pels governs de Costa Rica (Pila-Costa Rica) i Panamà (Pila-Panamà) en reunir la Reserva de la Serralada de Talamanca i el Parque Nacional La Amistad, respectivament, en una sola entitat on la direcció és compartida entre els dos països. El parc va ser declarat Patrimoni de la Humanitat per la UNESCO l'any 1983, i declarat Parc Internacional de la Pau, en seguir la recomanació de la UNESCO de l'any 1988. S'hi poden trobar tots els grans felins d'Amèrica Central, però també algunes de les evidències més antigues d'habitació humana a Centre. Amèrica.
Té una superfície de 567.845 ha, la majoria és a Costa Rica (193.929 ha), a les províncies de San José, Cartago, Limón i Puntarenas, sent summament inaccessible i parcialment inexplorat, la part panamenya és d'accés més fàcil, incloent-hi les províncies de Bocas del Toro i Chiriquí.
Està compost majoritàriament de pluvisilva, recull la zona de la Serralada de talamanca, on es troben els cims més alts dels dos països.

## Geografia
El Parc Internacional La Amistad es divideix a parts iguals entre Costa Rica i Panamà, com a part de les antigues reserves de La Amistad. El parc protegeix gran part de la serralada de la Serra de Talamanca, inclòs el punt més alt de Costa Rica, el Cerro Chirripó. Ocupa 401.000 ha de bosc tropical i és la reserva natural més gran d'Amèrica Central; juntament amb uns 15 km de zona tampó, representa un important recurs de biodiversitat a escala regional (aproximadament el 20% de la diversitat d'espècies de la regió) i mundial. Això es reconeix per la seva posició estratègica al Corredor Biològic Mesoamericà i la seva designació com a Patrimoni de la Humanitat per la UNESCO, després de la declaració conjunta dels presidents dels dos països a partir de 1979. El 1983, Costa Rica va nomenar diverses àrees protegides veïnes, que el 1983 inscrita a la llista del patrimoni mundial. L'any 1990, el veí Parc Nacional La Amistad de Panamà va ser inscrit a la Llista del Patrimoni Mundial com una extensió del parc de Costa Rica, creant un dels pocs llocs transfronterers del Patrimoni Mundial, gràcies a un marc intergovernamental de gestió i conservació coordinada i cooperativa. La Comissió Tècnica Binacional d'Àrees Protegides Transfrontereres supervisa l'acord i orienta les negociacions entre els nombrosos grups i organismes públics i privats que operen a Talamanca. En ambdós països hi ha un marc legal i institucional sòlid per a la protecció i gestió de les àrees protegides individuals, que pertanyen a diferents categories. En aquest sentit, la gestió és responsabilitat dels organismes nacionals de protecció del medi ambient dels dos països, que també és la font de finançament bàsic. Al mateix temps, hi ha nombroses iniciatives a nivell local amb el suport de molts grups conservacionistes, inclòs el suport econòmic. Una de les peculiaritats i autèntics valors d'aquest parc és la seva gran mida i composició, que inclou molts components fronterers a través de la frontera internacional. Això representa un gran potencial pel que fa a garantir la continuïtat dels processos ecològics a nivell del paisatge geogràfic.
La seva posició transfronterera li dona un potencial únic per millorar la planificació bioregional. La zona d'amortiment del parc inclou productors de cafè i carn de boví i agricultors autòctons de subsistència. Tres tribus indígenes, els Naso, Bribris i Ngöbe-Buglé, també viuen dins del parc. Aquests grups indígenes viuen en petits pobles tradicionals.
A l'àrea de les cinc zones d'altitud dels tròpics, també hi ha llacs glacials i boscos subalpins i paramiàs (l'ecosistema de la tundra alpina d'Amèrica Central) i boscos d'alzines. A la muntanya Kamuk hi ha la més rica, i a Chiripo (Costa Rica) la selva tropical més diversa, en la qual no hi ha constància de cap activitat humana. La biodiversitat d'aquesta zona és incomparable a qualsevol àrea protegida de mida similar al món, principalment per l'acció de les glaceres que van permetre la interacció de la flora d'Amèrica del Nord i del Sud, i per diferents tipus climàtics i edafològics (biològics).
També hi ha uns quants jaciments arqueològics en aquesta zona, majoritàriament al llarg de les principals vies fluvials. A uns 50 km del volcà Barua a Panamà, es va descobrir un jaciment preceràmic amb troballes d'almenys 12.000 anys. La seva proximitat a altres jaciments de la costa del Pacífic de Costa Rica, a pocs km de La Amistad, suggereix la possibilitat de l'existència d'uns quants jaciments de les primeres cultures centreamericanes.

## Biodiversitat
Únic a Centreamèrica, el Parc Internacional La Amistad mostra signes de la glaciació del Quaternari. Les repetides glaciacions i l'aïllament topogràfic han donat lloc a una extraordinària diversitat d'hàbitats dins del parc, afavorint altes taxes de biodiversitat i especiació. S'han descrit més de 10.000 plantes amb flors al parc, juntament amb 215 espècies de mamífers, aproximadament 250 espècies de rèptils i amfibis i 115 espècies de peixos d'aigua dolça. Cinc espècies de grans felins recorren el parc: pumes, ocelots, margay, jaguars i jaguarundis . El parc conté 600 espècies d'ocells, entre les quals hi ha el Campaner tricarunculat, el quetzal esplèndid, el toquí cuixagroc verd i l'ocell ombrel·la collnú. El parc també protegeix l'hàbitat crític de moltes espècies en perill d'extinció, com ara el mico aranya ornamentat, el tapir centreamericà i l'esplèndida granota verinosa. Almenys 7 espècies d'amfibis estan totalment restringides als límits del parc, inclosa la salamandra de foc Chiriquí.

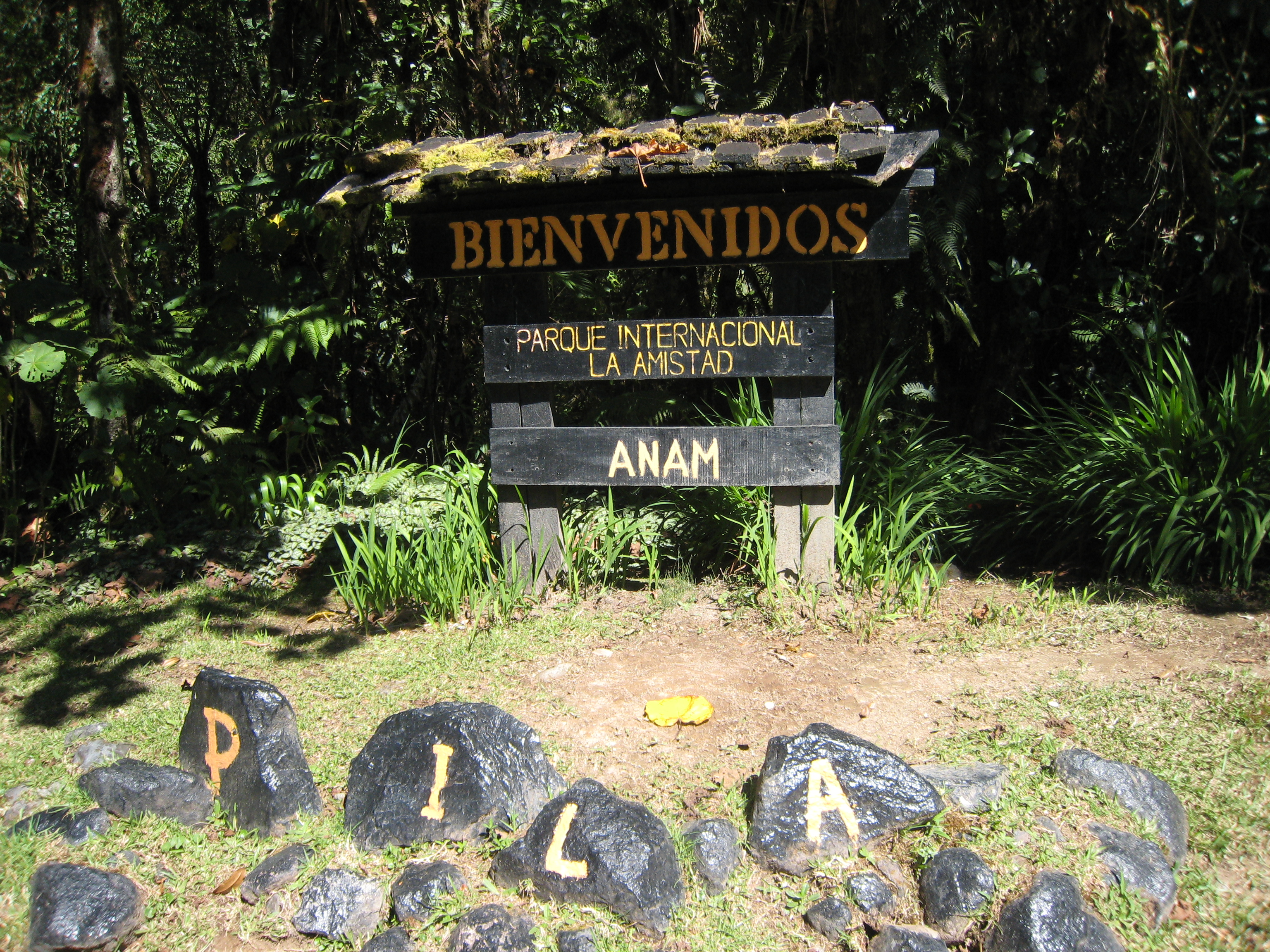
entrada al parc

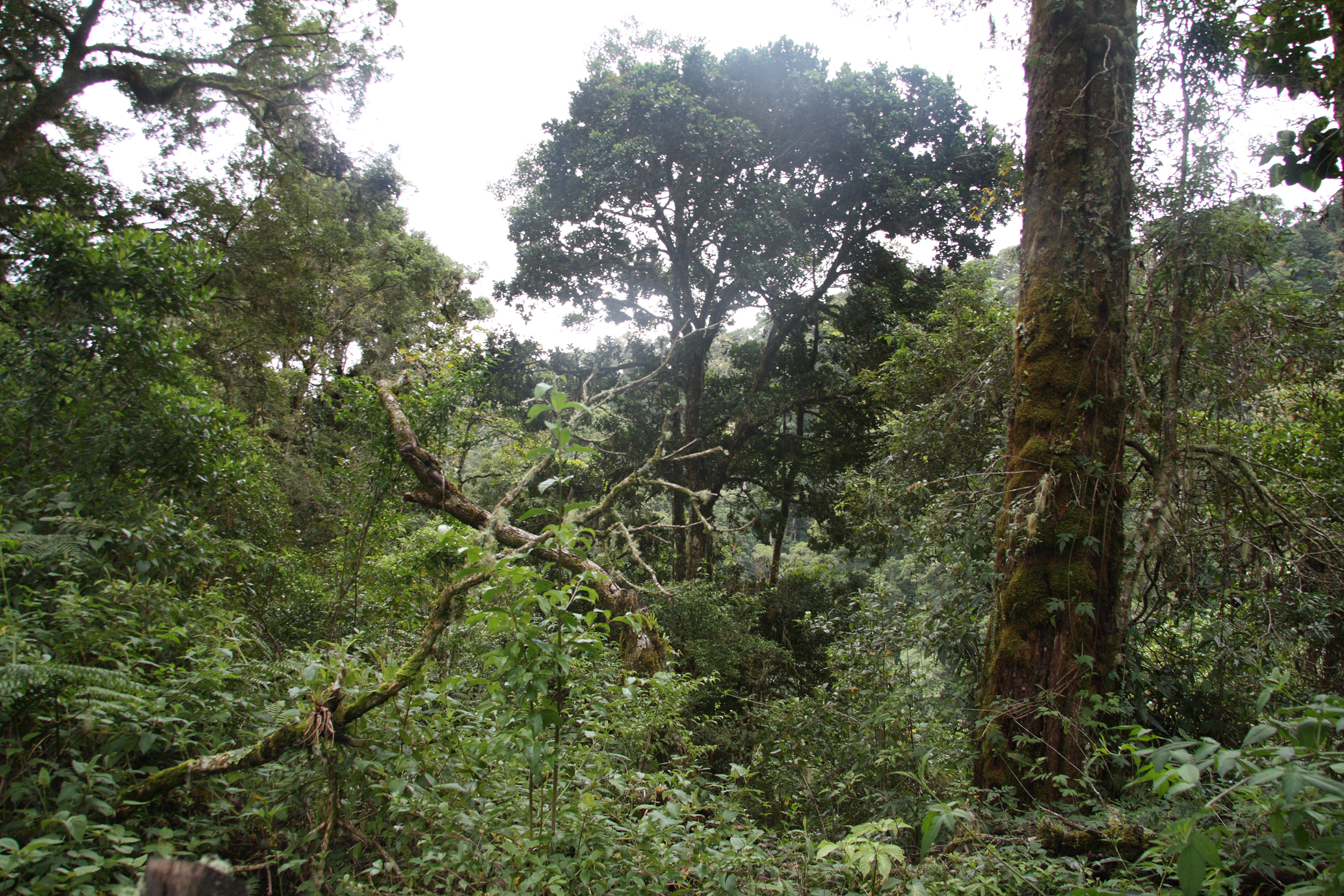
Bosc al parc

A conseqüència de la dificultat del terreny, el parc està relativament inexplorat i les úniques exploracions científiques substancials a l'interior del parc han estat dirigides pel Museu d'Història Natural de Londres, INBio i la Universitat de Panamà durant els últims 6 anys. (2003-2008).
El 2006, la Iniciativa Darwin del Regne Unit va finançar un projecte col·laboratiu de tres anys liderat pel Museu d'Història Natural de Londres, INBio (Costa Rica) i ANAM (Panamà). L'objectiu de la iniciativa era generar informació bàsica sobre la biodiversitat per al parc i un mapa de la biodiversitat. Això va implicar una sèrie de set expedicions multidisciplinàries i internacionals a parts remotes de La Amistad durant les quals més de 7.500 col·leccions de plantes, 17.000 escarabats i 380 herpetològiques es van dipositar a les col·leccions nacionals de Costa Rica i Panamà. Aquestes expedicions també van portar al descobriment de 12 espècies de plantes, una espècie d'escarabat femer, 15 espècies d'amfibis i tres espècies de rèptils noves per a la ciència.

## Fauna
El parc es troba en una zona de selva tropical. Aquest hàbitat és el més ric del planeta, per tant, el parc ofereix empara a una gran varietat de vida salvatge. Aparentment, el PILA-Costa Rica és més biodivers que el PILA-Panamà.
- Mamífers: En el PILA-Costa Rica s'han identificat 136 espècies, en el PILA-Panamà 81. Algunes espècies són el Jaguar, el puma, l'ocelot, el pizote, el zaíno, el tapir, el mandrós de tres dits, les mones udoladores, caputxins, aranyes i aotus, aquest últim ha estat vist en el costat panameny del parc, però donat que els animals no reconeixen les fronteres polítiques es creu que també se'l pot trobar en el costat costa-riqueny del parc; de fet s'ha esmentat que aquesta espècie podria habitar molt més el nord, fins a Nicaragua.
- Aus: Per al PILA-Panamà s'han identificat 285 espècies, que representen el 31% de les 929 espècies d'aus registrades per al país. Per la seva part en el Pila-Costa Rica s'han reportat unes 450 espècies el que representa el 51% de les espècies de Costa Rica. Destaquen el trepatroncos alicastaño, el colibrí gorgiblanco, el quetzal, la polla díndia negra, el paó, l'àguila harpia, les guacamayes i altres espècies.
- Rèptils: El 2004 un treball d'Anam va registrar 25 espècies de rèptils per al PILA-Panamà. El 2005 Inbio va registrar 29 espècies per al PILA-Costa Rica.
- Amfibis: De nou Anam va registrar el 2004 32 espècies per al PILA-Panamà. Inbio va reportar 44 espècies per al PILA-Costa Rica.

### Exploració científica i descobriments
L'estudi de la fauna, flora, fongs i ecosistema del parc a penes ha començat. Es dificulta per les condicions ambientals. Ho duen a terme científics de tot el món, i de forma més organitzada des de 2003.
En 2006, la Iniciativa Darwin del Regne Unit va finançar un projecte col·laboratiu d'exploració refinada de tres anys coordinat pel Museu d'Història Natural de Londres, el INBio (Institut Nacional de Biodiversitat (de Costa Rica), la ANAM i la Universitat de Panamà. El principal objectiu d'aquesta iniciativa és dotar al parc d'informació bàsica sobre l'ecologia del parc i un inici de cartografia de la biodiversitat.
Aquest treball es va basar en dades i mostres recol·lectades per set expedicions multidisciplinàries i internacionals en les zones més remotes de L'Amistat; així, els científics han recol·lectat, determinat o dipositat en les col·leccions nacionals de Costa Rica i Panamà:
Noves espècies per a la ciència:
En 3 anys (7 expedicions), s'han descobert;
- 12 espècies de plantes;
- una espècie d'escarabat piloter;
- quinze amfibis;
- tres espècies de rèptils.

En el passat, el finançament insuficient ha provocat escassetat de personal, equipament i infraestructures. Més important encara, els desenvolupaments més amplis a banda i banda de la frontera internacional requereixen atenció per evitar el deteriorament o la pèrdua dels valors de conservació excepcionals del parc. Hi ha una invasió al llarg de la frontera agrícola que avança per a la subsistència, les plantacions i la ramaderia, especialment al llarg dels vessants del Pacífic i al llarg de les carreteres. Les invasions anteriors van provocar assentaments, tala forestal, incendis forestals, pasturatge, pesca i caça furtiva, extracció il·legal de flora i fauna, fet que va fragmentar boscos i degradar els recursos naturals. S'ha de buscar i mantenir un equilibri entre els sistemes de subsistència autòctons tradicionals però dinàmics amb l'ús dels recursos, com ara el pasturatge lliure, la caça, la pesca i la recol·lecció de plantes medicinals. Altres reptes documentats són el saqueig de jaciments arqueològics i el turisme no regulat. És essencial implicar en la gestió les comunitats indígenes locals i dependents dels recursos. La zonificació i la definició d'una zona d'amortiment per a la propietat són instruments prometedors en aquest sentit. Els principals projectes previstos al voltant del parc són l'exploració de petroli, la mineria del coure, l'energia hidroelèctrica, les línies de transmissió i la construcció de carreteres, tots els quals requereixen una consideració total dels impactes socials i ambientals. L'aliança existent entre els governs de Panamà i Costa Rica requereix consolidació, amb un marc de govern harmonitzat a nivell regional.